# Cafe吉祥寺で
『Café吉祥寺で』（カフェきちじょうじで）は、日本のドラマCDおよび漫画作品。東京の武蔵野にあるカフェを舞台に5人の美形の店員と40代のマスターがいろいろ騒動を起こすスラップスティックコメディ。
2008年秋よりこれを原案としたテレビドラマが放映。詳細は#テレビドラマを参照。

## 概要
1999年5月よりドラマCDが発売される。2000年からは、ねぎしきょうこにより『月刊ウィングス』（新書館）で漫画が連載される。2003年に連載が終了した後も、引き続きドラマCD（RWC）は販売されていた。2008年には、実写ドラマ化され、同時に漫画も再連載された。

### メディア展開のいきさつ
はじめは株式会社R.W.C.で1999年5月よりドラマCDとしてR1〜5の5枚同時リリースされ、その年の8月から11月までラジオ番組『Cafe吉祥寺で会いましょう』がTBSラジオにて放送され声優の岩永哲哉と石田彰の2人がパーソナリティをつとめることとなる。そのラジオ番組内でラジオドラマが放送されたものが後にドラマCD化される。その後、『月刊ウィングス』にて漫画が連載された。
関連グッズもアニメイトで発売され、携帯ストラップ＆マスコット付きのドラマCD等も発売される。それ以降はCafe吉祥寺でのみならず、ICS、FOOKIES、バレスタなどの新シリーズのドラマCDも発売され、RWCにとって『Cafe吉祥寺で』はドラマCDのメディア化の先駆けとなっている。
『Cafe吉祥寺で』のキャスティングはRWCのスタッフが考慮して決定され、選ばれたのが石田彰、伊藤健太郎、岩永哲哉、森久保祥太郎、保志総一朗、大塚明夫の6人だった。後に関智一がレギュラーとして、さらに『C4』より初の女性声優でレギュラー出演されることとなった野々瀬ミオも加わることとなる。
『Cafe吉祥寺で』のメンバーは各声優やその生活環境などをモデルにしていたわけではなく、アイドルユニットでもない。R.W.Cで結成されている「Cafe吉祥寺で」のファンクラブが存在しており、お茶会やイベントも開かれることもある。なおファンクラブは第14会期をもって解散となる。そして2007年9月以降、メディア活動を一時休止していて、めどが付いておらず、今後のドラマCDの発売も不定期となっている。
2008年9月29日よりテレビ東京にて実写ドラマ放映がされ、それに並行して『月刊ウィングス』2008年11月号から2009年8月号まで『Cafe吉祥寺で 二番煎じ』というタイトルでコミックが再連載された。

### 声優の事情
- ドラマCDのアフレコには全員揃って行われるケースが少ない（特に森久保はアフレコ日のスケジュールが合わず、別撮りになることが多かった）。
- 岩永哲哉が保志総一朗の演じる一ノ宮純の物まねをしていて、似ていると評判だったが、保志自身は否定している。
- ファンクラブの発行されていた特典のドラマCDに保志総一朗、石田彰による『機動戦士ガンダムSEED』のセリフが収録された。

## ストーリー
舞台は東京都武蔵野市、若者が行き交う吉祥寺のとあるカフェ。そこは、お店の外観が変わっていたり、内装がとてもオシャレだったり、メニューが独創的だったりするわけではなく、ごくごく普通のカフェである。紅茶やコーヒーの香りが立ち込める、どこの街にもありそうなカフェなのだが、そこのメニューにあるケーキ等のスイーツはとても人気で、更にそこで働いている男の子達も人気の的なのであった。
超が付くほどの潔癖症でしっかり者で店のチーフを務めている栗原太郎、その太郎と犬猿の仲で美女が絡むと意欲100倍で突っ走るフロア担当・大久保真希、ケーキ作りは一流だがかなりの不気味さを兼ね備えたキッチン担当・皆川ひふみ、体育大に通う貧乏学生で、仕事ではドジばかりしているものの何処か憎めない面を持つアルバイト・徳見秀太、家がお金持ち、女の子の容姿でおっとりしているかと思いきや、キレると信じられないような怪力を披露する一ノ宮純、後に登場するアマゾン帰りの元傭兵でオカマ言葉を使う筋骨隆々にしてサバイバル能力の持ち主・菜積浩伸など、それぞれに個性を持った6人の若者達が繰り広げる、思わず微笑んでしまうようなドタバタ劇である。もはやカップや食器が割れる音はBGMと化している。そして6人の行動・言動にストレスが溜まり、胃を痛める日々が続くマスター・三鷹雄一。そしてさらにCafe吉祥寺の前に堂々と立ちはだかる牛丼屋の店長である桃子。カフェ激戦区・吉祥寺での営業を続けていくことができるのか。

## 登場人物

### Cafe吉祥寺
栗原 太郎
声：岩永哲哉
主人公。カフェの正社員チーフ。メンバーのまとめ役。昼はフロア、夜はバーテンダーという2面性を持つ。真面目かつ几帳面で長男的な役割。趣味は洗剤の新製品チェックで嫌いなものはゴキブリ。潔癖な性格で、ゴミ箱のような部屋に住む女好きの真希は天敵に近い。昔は今ほどに潔癖症というわけではなく、部屋にゴキブリが出たら、入居一週間でもすぐさま解約する程度（これだけでも十分すぎるが）だったが、店長に紹介してもらった現在の部屋のあいさつ回りに、不幸にも真希の部屋のごみの雪崩を受けたり、彼の部屋に直接入った真希が彼の私物に触れまくったりしたため、現在の潔癖症になったらしい。
夢はバーテンダーの全国大会で優勝すること。ただ、不器用なだけに外見的なケーキを作るのは上手ではないらしいが、味は美味しいらしい。後述の純の姉達には「理知的な顔の裏に隠しようも無い大人げ無さがある」と言われたことがある。お酒に大変弱く、匂いだけでも酔うらしい。
皆川 ひふみ
声：石田彰
カフェの正社員で主にキッチン担当。カフェの中で一番の古株。無口であまり感情の抑揚がなく、ミステリアスな雰囲気。怪しげな行動で皆をおびえさせ、影で密かにほくそ笑むのが趣味で、太郎・真希・徳美の3人は彼の言動にいつも惑わされている。純とは仲が良いためか、彼には通用していない。しかし料理とケーキ作りの腕は逸品でお店のケーキは全て彼が作っており、彼が不在だと店のメニューが激減するため、店の大事な要と言える。ノラの黒猫のスケキヨと仲良しで、一日いなくなるだけで放心状態になる。自身の部屋からCafe吉祥寺までの近道が地下にあるのだが、一度スケキヨがこの地下で迷子になったことがある（『Cafe吉祥寺で』コミックス3巻参照）。
大久保 真希
声：伊藤健太郎
正社員のフロア担当。アルバイトから最近正社員に昇格。見た目と格好のよさと話し上手で女の子の客達の一番人気。彼を目当てに毎日通う女の子は多数。しかし、顔の綺麗さとは裏腹に自分の部屋は非常に汚い。身なりには気を使うが、それ以外は大雑把な性格。おかげでいつも太郎と喧嘩が絶えない（太郎曰く、彼の掃除は「四角い床を丸く掃く」というものらしい）。手先が器用なため外見的な料理を作るのは上手ではあるが、味は最悪らしい。純の後輩の愛理とメル友になっているが、本人は少し迷惑気味（『Cafe吉祥寺で』コミックス2巻参照）。ひふみの黒魔術の対象になりやすい。桃子に度々暴行を受ける。
徳美 秀太
声：森久保祥太郎
アルバイトのフロア担当。地方出身の体育大2年生。明るく喜怒哀楽が激しい元気な青年。かなりの貧乏学生でバイト一筋の学生生活。だが、かなりのおっちょこちょいで皿や備品を壊しまくり、その弁償で給料が飛ぶという悪循環に悩んでいる。4畳半、風呂無し、トイレ共同、木造築50年のアパートで一人暮らしではあったが、徳見の部屋がある事故で潰れてしまい、Cafe吉祥寺内でダンボールにくるまって生活するようになる。ハムスターを飼っていて、抽選くじにてデジタルテレビを当ててしまう強運の持ち主。熊本県出身で暴走族の頭をやっていた過去がある（『Cafe吉祥寺で』Mシリーズ第2巻参照）。頭のレベルは小学生並で、九九すら分からず精神年齢も小学生並といった有様。
一ノ宮 純
声：保志総一朗
フロア担当で新人アルバイトの有名私立高校2年。カフェでは可愛いがられる末子的存在。裕福な家柄の息子で、社会勉強する意味でアルバイトをしている。少女のような外見に加え、おっとりとした性格だが、実は並外れた怪力の持ち主で、真希や徳美を片手で投げ飛ばしたこともある。握力は片手で80kg以上、特技はその怪力を生かして自動車を持ち上げて退かす、名付けて「人間レッカー」、リンゴも素手で割れる。純の通っている私立高校では何人かの後輩（部下）がいるらしい。実は女姉弟の末っ子で顔が彼に酷似しており、また姉達も彼と同じく怪力の持ち主である。姉達の名前が長女が純子、次女が純奈、三女が純代、四女が真純。彼自身は女の子のような顔にコンプレックスを持っているので、「可愛い」等の美辞麗句は禁句である。ひふみと仲が良いためなのかどうかは不明だが、ひふみの施す黒魔術は当人には効果がない。
菜積 浩伸
声：関智一
フロア担当（予想）マスターの友達の息子で新人アルバイト。アマゾン帰りの元傭兵で、極限で生き抜く知恵と技術を持っている。それを発揮して皆川のお手伝いに励む。女姉弟の末子なので女言葉で話すが、他人から「オカマ」と呼ばれると怒る。特技はナイフ投げとアウトドア。ドラマCDW1より登場。
三鷹 雄一
声：大塚明夫
Cafe吉祥寺のマスター。太郎達のドタバタ騒動にいつも困っており、胃を痛めている。娘のれいなという一人娘がいるがお店が忙しく、中々相手ができないため、れいなとの距離が広がっていく一方。最近ではお弁当を作ってあげるのが唯一のコミュニケーション方法らしい（コミックス第3巻参照）。
三鷹 れいな
声：能登麻美子
Cafe吉祥寺のマスターである雄一の一人娘。太郎達以上のトラブルメーカーで、Cafe吉祥寺の中をめちゃくちゃにしたりなどしてマスターに迷惑をかけたりすることもあるが、それはお店が営業停止になれば、父親と一緒にいられるからという娘心から。皆川とは婚約しているらしい。距離が広がってはいるものの、父親が大好きなのは変わりなく、親子仲はいい方である。

### Cafe吉祥寺の関係者たち
一ノ宮 純子
声：白鳥由里
純の姉。顔が皆そっくりの四姉妹の長女。優しくてかわいらしい女性だが、純と同じく怪力の持ち主である。その下の3人の姉妹も怪力の持ち主である。
栗原 一
声：森川智之
真面目な県庁勤務の公務員。いつも弟の事を心配している良き兄のはずだが、Cafe吉祥寺で働いている太郎を農林水産省に働かせようとする。
謎の老人
声：北村弘一
謎の店の老店長。ある野望を持っているらしい。
マサミ
声：吉野裕行
井の頭公園でデート中の男（R9に登場）。ケイコとのデートの最中に謎の生物の登場におびえていた。R10でも名前のみが使われたが本編には登場しておらず、吉野本人は高木同様別の役として声を担当した。
ケイコ
声：高木礼子
マサミとのデート中に謎の生物におびえていた（R9に登場）。
ウメ
声：石田彰
純の別荘の管理人。マスターを脅かす手伝いや建設中の一ノ宮ランドの安全性を確認するために、あらゆる手を使って作戦を画策する。
メイド1号
声：野中藍
純の別荘に勤めているメイド（W3、4参照）。常にメイド2号と共に行動している。真希達との企みで、マスターを脅かす手伝いや一ノ宮ランドの安全性を確認などのためにいろいろな手を使ったりして、カフェ吉メンバーを引っ張り回したウメばあちゃんの部下的存在。
メイド2号
声：吉原ナツキ
純の別荘の管理人、メイド1号と同じく共に行動している。
ナース
声：今野宏美
一ノ宮財閥が最新のテクノロジーと皆川の原案・設計を用いて開発された医療用ロボットで、正式の名はナース35号。太郎の虫歯を治そうとするが、改善の余地があったため失敗する。太郎はその後病院送りにされた。
強盗
声：平井啓二・高崎拓郎
無計画なまま銀行強盗を試みるが、不運にも銀行にはなっちゃんがいたため、逆に銃の使い方を教わったりする。その後なっちゃんの身代金として（なっちゃんが）要求した10億円（ただし、全部百円玉）を数える羽目になる。
少年
声：今野宏美
ケーキが食べたくてCafe吉祥寺を訪れた少年。母のケーキが食べたかったらしく、普通のケーキでは満足しなかった。
真希の母
声：ならはしみき
いつもパワフルで、真希の頭を叩いている。埼玉の実家に住んでいて、真希に稲刈りの手伝いを頼もうと電話してきた。ちゃらちゃらを「チャーラチャーラ」としゃべるなど、妙な訛りがある。W8に登場。
桃子
声：野々瀬ミオ
真希のメールフレンドであり、牛丼屋モーモーの女店長。マスターには優しく接するが、太郎達には高飛車に振舞う。真希が三鷹に桃子のことを告げ口をしようとすると、真希に暴力を振るう。C4、5、7、10に登場。
その他
河原木志穂、鈴木まひる、川上未遊、伊藤瞳子、鶴岡聡、玉木有季子

### 登場動物
カラス
常に皆川の周りにいる手下。
スケキヨ
Cafe吉祥寺で飼っている黒猫。某探偵小説の登場人物の名前からとった。一応首輪をしているらしいが毛深いため、埋もれてしまうらしい。真希のロッカーを寝床にしている。れいなに追いかけられ、捕まった際にひげを切られそうになったことがある。それ以来、れいなのことが苦手らしい。
ワニ
井の頭公園の下水道に棲息している。なぜいるかは謎である。
ナマズ
ワニのみならず井の頭公園の湖に巨大ナマズがいるのかは謎である。一度秀太が捕食されかけたことがある。
イノシシ
一ノ宮ランドにいる巨大イノシシ。
うなぎ
コミックス3巻に出現。町内の店対抗の運動会のうなぎのつかみ取りという競技で使われた。この競技に徳が出場し、何匹か獲得している。

## Cafe吉祥寺のメニュー
蠢くパイ（R2参照）
皆川の作った新作パイでなぜか泣き声を発するが、一度食べてみるとおいしいらしい。
ラズベリータルト（R5参照）
皆川の作ったデザート。材料は小麦粉、バター、砂糖、卵、バニラエッセンス、カスタードクリーム、ラズベリーなど。不気味な作り方を説明していたが、味は不明。
シーフードサラダ（R5参照）
太郎が作った料理で材料はエビ、イカ、はまぐり、ブロッコリー、フルーツピーマン、フレンチドレッシング、プチトマト、スイートコーンなど。
ビーフシチュー（R5参照）
マスターの作ったビーフシチュー。延々と作り方を説明している間に空っぽになるまで食べられた。
産直トマトのサラダ（M2参照）
太郎が作った、略して産地直送のトマトのサラダ。味は不明。
パンプキンスープ（M2参照）
真希の作ったカボチャのスープ。これも産直トマトのサラダ同様、味は不明。
思い出のケーキ（W7参照）
Cafe吉祥寺に来店しようとした少年が特別にオーダーした母の思い出のケーキ。
- 徳が作ったケーキ - 備長炭、キムチなどを使った個性的なケーキ。
- 真希が作ったケーキ - あらゆるフルーツをふんだんに使った、外見のみが美しいケーキ。味は外見とは裏腹にすごくまずい。
- 太郎が作ったケーキ - 太郎が作った、隕石に似たカリカリのケーキ。味は好評のようである。

サンドイッチ（c10参照）
Cafe吉祥寺で作られたメニューではないが、何者かがなぜか賄いとして用意された物。そして、そのサンドイッチには、性格が正反対になる薬が盛られていた。
オムライス（二番煎じ参照）
れいながマスターのために作ろうとしたメニュー。材料は玉子以外は不釣合いのものばかり。なんとか太郎が作ってみたが、味はれいなすら嫌がるほど最悪。

## 舞台
ドミール吉祥寺
太郎、真希、皆川の住んでいる社員寮。それぞれの部屋は各メンバーの趣味に合った内装になっている。太郎の部屋は洗剤コレクション、焼却レーザーなどが完備している。真希の部屋は中がゴミだらけ。皆川の部屋は一見普通に見えるが、ある恐ろしい設備が備わっている。
井の頭公園
『Cafe吉祥寺で』で多く使われる舞台である。川には巨大ナマズやワニ、挙句の果てに謎の生物などが棲息してするらしい。さらにCafe吉祥寺の地下からのワープゾーンも存在する。
軽井沢の別荘
一ノ宮財閥が保有している別荘でウメばあちゃんと2人のメイドが住んでいる。
牛丼屋もーもー
Cafe吉祥寺の前に新しくできた牛丼の店。桃子が店長を勤める。フリードリンクも完備されていて、牛丼は一杯500円。
徳見のマンション
徳見の住んでいるマンション。築50年、木造建築。純にドアノブを壊されたり（コミックス1巻より）、徳の部屋のみ半壊してしまったり（二番
煎じより）と報われないことが多い。

## 登場アイテム
わら人形
皆川が常に持っているアイテムで、このアイテムで呪いをかけたり、太郎と真希のケンカを止めたりと大活躍。釘を打たなくとも、針を刺したり、二体の人形を一緒にねじったりするだけで効果を発揮している。
新巻鮭
徳（徳見秀太のあだ名）が皆川にもらった新鮮食材。お年賀のあまりものらしいが元気よく生きている。
モップ
太郎の所持アイテム。何かあるたびにどこからともなく出しては真希を叩くために使っている。
携帯電話
真希の所持アイテム。真希の携帯には女の子ばかりの携帯の電話番号がたくさんあったが、巻原愛理の弟に消された上に巻原愛理の携帯の電話番号を記入される羽目になり、頻繁にメールが来るようになる。
消毒液
太郎が所持している消毒液、赤いプラスチックのタンクに入れてある。真希に太郎自身や私物に触れられただけで消毒液をかける。
デジタルテレビ
徳がくじで当てたもの。デジタルテレビが当たったと思ったら、徳の部屋が火事になったためにCafe吉祥寺に移り住んでしまい、物品があっても見ることは出来ない。つまり宝の持ちぐされ。
マンドラゴラ
幻の植物。
シーラカンスの卵
オムライスを作るのに玉子の代わりに使おうとした。徳が卵のままで食べてみたが、腹を壊してしまった。

## ドラマCD
- Cafe吉祥寺でR1〜5
  - R1 オープニング
  - R2 sweet? cake
  - R3 Happy town
  - R4 Let's joy
  - R5 at cooking
- Cafe吉祥寺でM1
  - 1 LIKE A MAN
  - 2 Love Letter
  - 3 The Contest
  - 4 HORROR HOUSE
  - 5 at the spa
- Cafe吉祥寺でM2
  - 1 Merry X'mas
  - 2 Sisters
  - 3 LOCAL HERO
  - 4 Brother's hope
  - 5 THE CAFERENGER
- Cafe吉祥寺でR6〜10
  - R6 Last Day of the year
  - R7 M's daily life
  - R8 Trouble with Master
  - R9 The secret of the park
  - R10 It's nest tests ok?
- Cafe吉祥寺でS1〜7
- Cafe吉祥寺でW1〜10
  - W1 dangerous has come（前編）・おまけ
  - W2 dangerous has come（後編）・おまけ
  - W3 strange an entertainment（前編）
  - W4 strange an entertainment（後編）
  - W5 What is done cannot be undone
  - W6 Exchange disturbance at hometown
  - W7 Mama's & Taro's making happy
  - W8 The strongest is mother
  - W9 Fairy power of a miracle
  - W10 A disturbance in the basement
- Cafe吉祥寺でC1〜10
- Cafe吉祥寺で携帯ストラップ
- Cafe吉祥寺で&ICS1〜3

株式会社：R.W.C

## 漫画
原作：宮本夕生、著者：ねぎしきょうこで、2000年7月号から2003年4月号まで『月刊ウィングス』（新書館）で連載された。全3巻。本編と、2頭身キャラでの『Cafeちっちゃい吉祥寺で』が交互に連載されていた。
2008年11月号から、実写ドラマ化に並行して『Cafe吉祥寺で 二番煎じ』というタイトルでコミックが再連載されている。

### 既刊一覧
- Cafe吉祥寺で
  1. ISBN 978-4-403-67009-1
  2. ISBN 978-4-403-67011-4
  3. ISBN 978-4-403-67015-2
- Cafe吉祥寺で二番煎じ
- ねぎしきょうこ画集 Cafe吉祥寺で

## テレビドラマ
2008年9月29日から同年12月26日まで、テレビ東京系にて平日11:50から12:26（JST）に放送。キャラクターの設定などはドラマCD・漫画とは大きく異なり、天然ボケ気味のお嬢様ミーナがオーナーを務めるCafe吉祥寺を舞台に、潔癖症のギャルソン秀太、女好きのソムリエ真希、芸術家肌のパティシエひふみ、家出少年の従業員見習い・純、離婚歴を持つシェフの栗原たちが繰り広げるハプニングやコメディが描かれた。

### キャスト
- 森谷ミーナ - 中山エミリ
- 城田 涼（仁恵介） - 加藤和樹
- 徳美秀太 - 真山明大
- 大久保真希 - 水谷百輔
- 皆川ひふみ - 高木万平
- 一ノ宮純 - 池田純
- 松田支配人 ‐ 沼崎悠
- 栗原太郎 - 神保悟志
- 笠折朝子（霊媒師） - 西慶子

### ゲスト
- 園田 - 海老原敬介
- 安藤 - 森下哲夫
- 松江 - 小柳友貴美
- 竹代 - 呉恵美子
- 梅子 - 三城晃子
- 篠原美里 - 大島優子（AKB48）
- 中津川浩二 - 田中伸彦
- 片岡 - 松澤仁晶
- アコ - 阪田瑞穂
- 小島 - 松丸雅人
- 金子ひろし - 猫ひろし
- 大森和子 - 大島蓉子
- 奈緒 - 宮武祭（子役）
- 由紀 - 沢井美優
- 恭子 - 藤森麻由
- 亜理紗 - 山口あゆみ
- 美咲 - 萬井真代
- （原田）トオル - 山咲トオル
- 岩浅源太郎 - 本村健太郎
- 高円寺（結婚後、江戸川橋に改名）（刑事） - 大林素子（準レギュラー出演）
- 鈴木花子 - 広岡由里子
- 師岡 - 車だん吉
- シゲル - 西山宗佑
- さくら - 石井萌々果（子役）
- 麗子 - 河野由佳
- 中本あゆみ - 五十嵐五十鈴
- 保護局の男 - 水野智則
- 皆川いつむ - 高木心平
- アニータ - 宝愛萌妓
- （森谷）史造 - 佐藤正宏
- 宮田 - 坂田聡
- 里美 - 藤本静
- 増田幸男 - 遠山俊也
- 彦一 - 中根徹
- 井上 - 片岡弘鳳
- 幸 - 竹中里美
- 友枝 - 井上夏葉
- 笠折課長（朝子の夫）「声のみの出演」 - 上地慶
- 和哉 - 松岡佑季
- チカ - 真知りさ
- 一ノ宮聡 - 坂口りょう
- 一ノ宮崇 - 五代高之
- 一ノ宮糸子 - 山口美也子
- 婦人客 - 高島彩子
- 家政婦 - 麻ミナ
- 元ルノーブルの店員 - 渡航輝、志野隆夫、八代真吾
- 鬼柱 - 熊谷豪
- モモエ - 石川季子
- 王様（ため吉） - 内山信二
- 澤田香織 - 舟木幸
- 伊達伸二郎 - 永田良輔
- 白井洋子 - 三国由奈
- 片桐恵子 - 横幕和美
- 澤田香織 - 舟木幸
- 友里恵 - 建みさと
- 祥子 - 大森裕子
- ルミ - 紀ノ国屋順子
- 澤田優斗 - 越前谷莉（子役）
- 中山真由美 - 渋谷琴乃
- 中山潤一 - 佐藤裕
- 中山瑛介 - 林孝明（子役）
- 中山理子 - 吉田明花音（子役）
- 桃子 - 幸乃
- 篠原渉 - 藤沢健（子役）
- 笠折新平 - 貴島康成（子役）

### スタッフ
- 原作：『Cafe吉祥寺で』（作：宮本夕生、著者：ねぎしきょうこ）
- 脚本：高山直也、國沢真理子、半澤律子
- 監督：本橋圭太、浅見真史、近藤俊明、島﨑敏樹
- プロデューサー：浦井孝行・櫻井美恵子（国際放映）
- チーフプロデューサー：橋本かおり（テレビ東京）
- 音楽：福島祐子
- 技術：浅野仙夫
- 撮影：船橋正成
- 音声：山成正己
- 照明：鵜飼隆一郎
- 映像：山根晋
- 記録：頓所麻奈美
- 編集：安部華子
- ライン編集：浅沼美奈子
- 選曲・効果：田中稔
- MA：水戸レイコ
- デザイン：金子幸雄
- 美術進行：佐藤希
- 装飾：藤田博史
- 操作：中尾了輔
- ヘアメイク：西村真理子
- 衣装：井手珠美
- 技術協力：バスク、国際放映TMC-A1
- 協力：KHKアート、山崎美術、タカツメディアサービス、マエヤマ、未来企画、マエダオート、東京衣裳、ストロベリーキッズ
- 製作：テレビ東京、国際放映

### 主題歌
- 「You're My Only Shinin' Star」青山テルマ
  - 中山美穂（作詞・作曲・編曲：角松敏生）の1988年のヒット曲をR&Bアレンジでカバーしたもの。